# Preßguts
Preßguts település Ausztriában, Stájerország tartományban, a Weizi járásban. 2015 óta Ilztal része. Tengerszint feletti magassága 360 méter, területe 6,41 km². Lakosainak száma 402 fő.